# Second Life
A Second Life (rövidítve: SL) internet alapú virtuális világ, melyet a Linden Research, Inc (sokszor csak Linden Labnak nevezik) fejlesztett ki 2003-ban, de igazából 2006 végén és 2007-ben került a figyelem középpontjába. A letölthető kliensprogram, a Second Life Viewer lehetővé teszi a felhasználóinak avagy „lakóknak”, hogy mozgó avatárokon keresztül egymással kapcsolatba lépjenek, kialakítva ezzel egy magasabb szintű szociális hálózatot a metaverzumban. A felhasználók szinte hasonlóan élhetik mindennapjaikat, mintha a való világban tennék azt. Számos lehetőséget vehetnek igénybe, felfedezhetik a játékban szereplő földeket, új ismeretségeket köthetnek más szereplőkkel, felépíthetik saját karakterüket, közösségi programokban vehetnek részt.
A Second Life egy a számos virtuális világ közül, melyet a cyberpunk ihletett, nevezetesen Neal Stephenson Snow Crash regénye. A Linden Lab meghatározott célja volt, hogy egy olyan világot alkosson, mint amilyet Stephenson írt a Metaverzumról, ahol a felhasználók által képzelt világban az emberek kapcsolatot teremtenek, játszanak, üzletet kötnek valamint kommunikálnak egymással.
A Second Life-ot sokszor nevezik játéknak, azonban ez a meghatározás nem mindig állja a helyét. Itt nincsenek pontok, szintek, amiket el kell érni a benne szereplő játékosoknak, továbbá nincs győztese és vesztese sem, mindenki azonos feltételekkel vesz részt benne. Ez egy önfenntartó virtuális környezet, ahol saját szórakoztatásunkra végezhetünk tevékenységeket.
A játéknak több mint 48,5 millió regisztrált felhasználója van világszerte. Azonban számos lakónak több felhasználó azonosítója is van egyszerre, ezért nehéz következtetni a játékban szereplők pontos létszámára vonatkozólag. A játéknak számos versenytársa létezik, mint például a There, az Active Worlds és a csak felnőtt felhasználóknak szánt Red Light Center.

## A virtuális világ sajátosságai

### Megjelenés és személyiség
A Second Life felhasználók karaktereit avatároknak nevezik (rövidítve: AV vagy avi). Az alapavatárnak emberi külseje van, mely férfi vagy nő is lehet. Számos fizikai tulajdonsággal láthatók el, öltöztethetők és egyedi igények szerint testreszabhatóak.
Az avatárok teljes mértékben tükrözhetik egy adott felhasználó virtuális lényét. Egy felhasználónak több azonosítója is lehet, ezeket többazonosítós lakóknak nevezik, az egyes azonosítókhoz rendelt karaktereket pedig alternatív karaktereknek (röviden: alts-nak) hívják. A lakók megjelenése változatos, mivel az avatárok könnyedén módosíthatók.
Miután az e világban történő megjelenés teljesen eltérhet a való életben létező kinézettől, a felhasználók könnyedén és előszeretettel öltik magukra a számukra tökéletes karakter kinézetét. Bármilyen személyiség és karakter választható függetlenül az előfizetési csomagtól. Néhány szolgáltatás igénybe vételéhez azonban szükség van személyes információk megadására.
Az itt létrehozott karakterterek személyisége jóval kifejlettebb, mint más virtuális világokban, ahol lehetőség nyílik egy teljes világ felépítésére virtuális tulajdonjogok fenntartásával.

### Kommunikáció
A Second Life-on belül kétfajta írás alapú kommunikációs csatorna létezik, a publikus és a privát beszélgetés (röviden: IM). A publikus beszélgetések két vagy több avatár között zajlanak, melynek hatóköre 20 méter. Az avatároknak lehetőségük van kiáltani vagy suttogni társaiknak. A kiáltás 100, a suttogás 10 méteren belül hallható. Két avatár közötti magánbeszélgetésre az IM használható távolságtól függetlenül. Másik mód  a mikrofonnal történő kommunikáció,  a Vivox technológia segítségével.
Néhány külső weboldalon keresztül lehetőség van a virtuális világ elérésére. Ilyen például a maps.secondlife.com, mely böngészőn keresztül mutatja a Second Life területeit.

### Mozgás
A legáltalánosabb mozgást az avatárok lábbal végzik, azaz gyalogolnak, futnak vagy ugrálnak. A közlekedés gyorsabb formájához a repülést használják.
Az avatárok járműveket is vezethetnek. Számtalan – az avatárok által készített – jármű szerezhető be ingyenesen, például helikopter, tengeralattjáró, léggömb.
Meghatározott hely azonnali elérésére a teleportáció (röviden: TP) használatos. Az avatárok személyes jelzőpontot, „landmark”-ot (röviden: LM) helyezhetnek el a földeken, megkönnyítve ezzel a visszatérést a területre. A LM-ot könnyedén átadhatják és másolhatják, hogy társaik részére is ismertté tegyék a helyet.
A játékban térkép megjelenítésére is van lehetőség, mely elősegíti a helymeghatározást és a közvetlen teleportációt bármely földrészre.

### Gazdaság és ingatlanvagyon
A Second Life-nak saját működő gazdasága van, és devizája is, melyet Linden dollárnak (L$) neveznek. A lakók új tárgyakat, eszközöket készíthetnek, amit később értékesíthetnek, valamint szolgáltatásokat adhatnak el és vehetnek igénybe. A virtuális deviza bármikor átváltható a valós életben is használt amerikai dollárra. Bár a deviza árfolyama általában ingadozik, 2007. február óta viszonylag stabil 266 L$/amerikai dollár értéket képvisel. A mindenkori árfolyamértéket a piac diktálja, de néha a Linden Lab is módosítja árfolyamlebegtetéssel, hogy stabil maradjon. Kis százaléka az itt lakóknak száztól néhány ezer USD-ig terjedő jövedelmet is profitál a játékból havonta, de a résztvevők többsége is képes akkora jövedelmet szerezni, hogy fedezze a játékban felmerült költségeit. Így a megszerzett deviza felmerült, mint lehetséges adóztatási forrás.
A prémium előfizetők saját földdel rendelkezhetnek (512 m²-ig havidíjmentesen). Nagyobb területek birtoklása esetén viszont a tulajdonosoknak további havi költségekkel kell számolniuk (ezeket a Linden Lab földhasználati díjnak, tiernek nevezi), melynek legkisebb havi értéke 5, legmagasabb pedig 195 USD, utóbbit egy 65 536 m² területű magánföld vagy sziget esetén számolják fel. A mindenkori ár a főszigeten avagy mainlanden (a Linden Lab tulajdonában lévő földterület) érvényes árak alapján alakul. Néhány lakó azonban 65 536 m²-nél nagyobb területet bérel a főszigeten, ők 97,50 USD-t fizetnek minden egyes további 32 768 m² terület után. Korábban a Linden Lab az új lakóknak 512 m ² területű (kb. 16×32 m) földet adott el csökkentett értéken az úgynevezett First Land (Első Föld) program keretében, ami 2007. február 20-án véget ért. Később azonban kiderült, hogy az így megszerzett területek nem saját célt szolgáltak, hanem profit ellenében továbbértékesítették. A megszerzett ingatlanokkal a lakók kereskedhetnek, eladhatják és bővíthetik azokat, figyelembe véve a Second Life szerződési feltételeit, hogy csak felnőtteknek való tartalmat megjelenítő föld nem szerepelhet olyan területen, ahol ezt kimondottan tiltják, például PG (Parental Guidance) kategóriájú földeken.
Négy különböző ingatlantípus létezik. Főszigeten lévő telek, magánsziget, zöldterület (Openspace) és tanyaterület (Homestead). Utóbbi két típusú területet csak magánszigettel rendelkező lakók vásárolhatnak. Minden régió 256×256 méteres területű. Magánrégiókat csak egy adott lakó vásárolhat, csoport nem. Őt nevezik az ingatlan főtulajdonosának. A főtulajdonos kinevezhet ingatlan- vagy régiókezelőket, -vezetőket, aki tulajdonképpen bármelyik másik lakó lehet prémium előfizetési díj nélkül is. Különálló régiók egyesülhetnek is, így könnyebbé válhat a föld kezelése. A magántelken vásárolt ingatlan tulajdonosa a Linden Labtól vásárolt sim főtulajdonosa még akkor is, ha vita alakul ki a jelenlegi lakók és a főtulajdonos között. Ilyen esetekben például a főtulajdonos visszaveheti a földet a mindenkori tulajdonostól, amibe a Linden Lab nem avatkozhat be. Mivel ilyen esetekben a Linden Lab kizárólag a főtulajdonost fogadja el jogos tulajdonosnak, ezért senki más nem fizet az ingatlan tulajdonjogáért, csak a főtulajdonos, az ingatlanon lakók pedig neki fizetik a földhasználati díjat. Ennek következtében e földek olyan lakók birtokában is lehetnek, akiknek nem kell emiatt a prémium tagság. A magánrégiók ára 150-600 USD, fenntartási díja 75-295 USD havonta, típustól függően.
A felhasználók licit útján is szerezhetnek földterületet. Ezek az aukciók számos helyen és meghatározott időben folynak. A licitálás módja: kiválasztani a megfelelő ingatlant és megtenni a kezdő licitet rá. Az aukció szokásos szabályai szerint a legmagasabb tét nyer. A licitálás befejeztével a nyertes hitelkártyáján a rendszer terhelést végez, levonja a megfelelő összeget, valamint felszámítja a megszerzett területhez kapcsolódó aktuális földhasználati díjat.

### Alkotás és szellemi jog
A Second Life egyik legismertebb jellemzője, hogy a lakók és nem a Linden Lab építik fel a játékban szereplő virtuális világot. Ennek egyik legszembetűnőbb megvalósulási formája az avatárok felhasználók által történő kialakítása.
Az SL-nek saját 3D-s fejlesztőkészlete van az itt szereplő létforma kialakítására, felépítésére, amelyekkel virtuális épületeket, földet, járműveket, berendezési tárgyakat és egyéb szerkezeteket lehet készíteni. Tulajdonképpen e tárgyakkal történő tranzakciók a játék fő mozgatórugói. A lakóknak lehetőségük van különféle gesztusoknak és mozdulatoknak a hozzárendelésére karakterükhöz, így ezzel is jóval életszerűbbnek tűnnek az itt zajló folyamatok. Ezenkívül a felhasználók számos saját grafikai, animációs és hangelemet használhatnak a saját létformájuk és a tulajdonukban lévő eszközök kialakítására. A saját tulajdonban lévő eszközök védelme kiemelt szerepet kapott az SL-ben.
A Second Life világában lehetőség van egy egyedi programozási nyelv, a Linden Scripting Language (LSL) alkalmazására is. Erre akkor lehet szükség, amikor bonyolultabb műveleteket szeretnénk az egyes tárgyakhoz rendelni (például egy érintéssel történő ajtó bezáródást). Az LSL lehetővé teszi, hogy a körülöttünk lévő virtuális világot teljes mértékben automatizáljuk. Így készült a Svarga nevezetű sziget, ahol a teljes ökológia automatikusan működik (beleértve a felhők mozgását, esőzéseket, napsütést, rovarok és madarak mozgását, valamint a növényzetet).
Amint egy tárgy elkészül és a lakó számítógépére kerül, rez-nek nevezik. A szó a Tron nevű Disney-filmből ered, és az LSL is átvette az llRezObject() utasítás alkalmazására.
A lakók, akik már különböző tárgyakat és eszközöket készítettek, kizárólagos szellemi tulajdonjogot tarthatnak fent felettük a való világban is. A készítőnek lehetősége van különféle korlátozó tulajdonságok beállítására az általa elkészített tárgyon, mint például a másolás, módosítás vagy akár az átadás tiltása, korlátozása. E beállítási jogok a tárgyak következő tulajdonosait is érintik. Például ha egy olyan tárgy kerül valaki tulajdonába, ami egyszer átadható, az lehet, hogy legközelebb csak a tárgy teljes elvesztésével képes továbbadni a következő tulajdonosának. A felhasználók többfajta védelemmel láthatják el elkészített tárgyaikat, ezek: no copy (másolásvédelem), no mod (módosítás tiltása), no transfer (továbbadhatóság engedélyezésének tiltása). Minden újonnan készített tárgy esetén a készítőnek lehetősége van ezeket a beállításokat szabadon szabályozni. A beállítások akár egyszerre is alkalmazhatóak. Ezen jogok és korlátozások alkalmazása egyedileg határozható meg. Az itt működő szerverek kizárólagos jogot nyújtanak a készítőnek, feltüntetve minden szellemi jog eredeti készítőjét. A kliensprogram csak a készítő által engedélyezett jogokat teszi elérhetővé a tárgyakon és szigorúan tilt mindenféle olyan mozgást, amely valamilyen formában sérti a szerzői jogok megtestesülését. Ezt játszotta ki a korábban elterjedt CopyBot.

### Művészetek és kreativitás
Számos Second Life-lakó igen kreatív. Nagy létszámú virtuális közösség működik művészek és alkotók részére. Ők nemcsak arra használják a Second Life világát, hogy bemutassák műveiket, hanem kifejezzék önmagukat és teret adjanak kreativitásuknak. A virtuális karakterek való életben történő megjelenítésére indult a Fabjectory nevű kezdeményezés, ahol szobrocskát, valamint a Secondlife Art, ahol festményeket készítenek az avatárokról. A Second Life beépített fejlesztőeszköze lehetőséget biztosít egy újfajta művészeti ág kialakulásának, olyan formában, ami sokszor nem lehetséges vagy nehézkes a való világban. A virtuális művészetek megjelenítésére helyszínt biztosít például a Second Life Louvre virtuális múzeum. A világ lehetőséget nyújt olyan események kifejezésére, melyek túlnyúlnak a jelenlegi való világon. Ilyenek például a tisztítótűz megjelenése vagy akár a lelkek várakozása reinkarnációra a Thursday's Fictions in Second Life oldalon.
A Second Life-ban lehetőség van élő zenei műsorokra is, melyet a lakók tarthatnak meg otthonukban vagy egy virtuális stúdióban. Ehhez a zenei előadáshoz mikrofon, feltöltött audióanyagok és kialakított táncparkettek is rendelkezésre állnak. Ennek ösztönzésére a Linden Lab külön esemény kategóriaelemet léptetett életbe élő zene címén.

### Oktatás
A Second Life-ban jelen van a világ legrangosabb felsőoktatási intézményeinek képviselete, köztük a következőké: Princeton, Rice University, University of Derby (Egyesült Királyság), Vassar, Open University (Egyesült Királyság), Harvard, INSEAD, Pepperdine, Saint Joseph’s University, Drexel, Ball State, University College Dublin, Elon, University of North Carolina at Chapel Hill, Bowling Green State University, Ohio University, New York University, University of Houston, Michigan Technological University, Australian Film, Television and Radio School, Stanford, Delft University of Technology, Tel-Aviv. A Second Life elősegíti az oktatók munkáját online előadások és projektek megvalósításával, és az oktatásban részt vevőknek több mint 100 sziget megvásárlására kedvezményes áron nyújt lehetőséget.
2006 végén az oktatási trend megélénkült és nagy konzorcium alakult oktatási célú szigetvilág megvásárlására. Ezt később részekre bontottak, az egyes részeket különböző főiskolák, egyetemek és egyéb oktatási intézmények vettek bérbe. Ezeket a területek általában nagyon alacsony, 200 USD összegért lehetett bérbevenni, azzal a fenntartással, hogy használói időszakonként nagyobb – a felhasználási célnak megfelelő – eseményeket rendeznek a területen. Két meghatározó példa erre az Info szigeten található Edusland I és II, valamint a New Media Konzorcium oktatási területe, mely széles körben mutat be oktatási eszközöket, szolgáltatásokat, érdeklődési helyeket, múzeumot, könyvtárat és planetáriumot. Itt lehetőség nyílik, hogy minél több oktatási jellegű terv valósuljon meg hasonlóan az előbb említett központoknak megfelelően. Ennek eredményeképp főiskolák és egyetemek százai látnak potenciális lehetőséget a Second Life-ban.
Újabban számos oktatási intézmény foglalkozik a Second Life-fal mint távoktatási környezettel. Ezek közül az egyik legfontosabb a brit Open University kezdeményezése két szigeten (CETLment és SchomeBase) a metaverzumban, ahol fokozott figyelmet összpontosítanak a távoktatási eszközök fejlesztésére és a diákok támogatására.
Magyar vonatkozásban érdemes megemlíteni a Luckstone Sulit, ami a 3D modellezés és a szkriptelés oktatására jött létre.

## Díjak
Eredetileg az előfizetési díj 14,95 amerikai dollár volt, azonban ezt a díjazási modellt a Linden Lab elvetette, mert egy év alatt kevesebb, mint 2000-en regisztráltak. Azóta az árazási struktúra néhányszor megváltozott. Jelenleg (2007 február óta) két fajta előfizetési csomag létezik, alap és prémium. Az alap csomagnak nincs havidíja, azonban az ilyen előfizetői csomaggal rendelkező felhasználók nem szerezhetnek tulajdont a főszigeten (magánszigeteken történő ingatlan vásárlásakor nincs ilyen korlátozás). A prémium előfizetési csomag esetén a havidíj 9,95 amerikai dollár, ez tartalmazza egy legkisebb területű (512 m²) föld havi használati díját, ami 5 amerikai dollár. Ezek az ingatlanok közvetlenül vagy aukció útján vásárolhatóak a Linden Labtól vagy másik lakótól.
A prémium tagságnak heti javadalmazása van, amit linden dollárban fizetnek ki. Ennek értéke 300 L$/hét. A 2006. május 29-e előtt regisztrált felhasználók heti 50 L$ juttatásban is részesültek, azonban a később regisztrált felhasználóknak ez az összeg már nem jár.
A Second Life-ban további fizetési kötelezettségek is vannak a tulajdonban lévő területtől függően. A földtulajdonosoknak a Főszigeten lévő ingatlanjaik után a telek méretétől függően használati díjat kell fizetni havonta a Linden Labnak. A mindenkori havi díj számításának alapja a tulajdonban lévő összes földterület a Főszigeten. A magánszigeten lévő ingatlan bérleti díjának kontrollálása a sziget („sim”) fő tulajdonosának  a joga. A Linden Lab jelenleg úgynevezett 5-ös osztályú továbbfejlesztett szerversimet (~65 500 m²) értékesít, melynek havi díja 295 amerikai dollár. Hasonló típusú, technológiailag gyengébb felszereltségű, de ugyanolyan területű (~65 500 m²) az úgynevezett 4-es osztályú sim, ennek havi díja 195 amerikai dollár. A Second Life 50% kedvezményt biztosít oktatók, oktatási intézmények és közhasznú intézmények földvásárlásához.
Az ingatlanon felül a tárgyak vásárlása is pénzbe kerül. Az avatároknak megfelelő külsővel kell rendelkezniük, hasonlóan a való élethez, ahol biztosítani kell a ruházatot, frizurát, ékszereket, cipőt. Sok tárgy ezek közül ingyenesen is megszerezhető.

## Teen Second Life ("Teen Grid")
A Teen Second Life 2005 elején jelent meg a 13-17 éves korosztály részére, hogy ne kelljen valótlan adatot szolgáltatniuk, ha részt akarnak venni a Second Life világában. Hasonlóan a főgridhez meghatározott dolgokhoz itt is csak csak szülői hozzájárulással, azaz hitelkártyával lehet hozzáférni. Korábban a Teen Second Life-ban is minden funkció igénybevételéhez szükséges volt a hitelkártya megléte, mostanra azonban – hasonlóan a főgridhez – ebben a világban sem szükséges már. A felhasználóknak csak érvényes SMS-képes mobilelőfizetéssel kell rendelkezniük.
2011 elején a Teen Gridet beolvasztották a főgridbe, azóta korosztály azonosító rendszer működik, három kategóriával: G (general - általános), M (moderate - mérsékelt), A (adult - felnőtt). Mind a parcellák, mind a tárgyak be vannak sorolva ebbe a három kategóriába, 18 év alatti fiókkal regisztrált személy csak a G kategóriához férhet hozzá.

## Tények és kritikák
A folyamatos fejlesztésnek köszönhetően a Second Life szinte mindenki számára elérhető, aki széles sávú internettel rendelkezik, ami rengeteg kihívást és kérdést takar mind technikai, morális és jogi ügyekben.
2006. június 6-a előtt minden lakónak kötelező volt érvényes hitelkártyával, PayPal azonosítóval vagy SMS-képes mobiltelefonnal rendelkeznie ahhoz, hogy a játékban részt vegyen. Ez idő után viszont lehetőség nyílt egyszerű e-mail-cím alapján történő regisztrációra is. A Linden Labnak jelenleg is lehetősége van lakókat kitiltani a rendszerből a helyi PC által generált kulcs segítségével. Ezt a kitiltó kódot nyílt forráskód alatt fejlesztették, így könnyen kijátszható és a kitiltott avatár újra létezhet a rendszerben.
A rendszert számos kritika éri a gyenge teljesítményű háttértechnológia miatt. Számos felhasználó éles kritikát fogalmaz meg az eltúlzott statisztikai adatok miatt, melyet az aktuális és a tényleges felhasználói számról nyújtanak.
2007 januárjában két cikkben is piramisjátéknak nevezték a Second Life gazdaságát. Ugyanabban a hónapban virtuális lázadásra került sor két politikailag szembenálló francia párt között. Ezután számos internetalapú szervezetet megvádoltak lázadás szításával.
Ugyancsak éles bírálat fogalmazódott meg azügyben, hogy a benyújtott hibajegyek és számlázási problémák megoldatlanok és válasz nélkül maradtak.
2006 néhány, a Second Life megalkotásában úttörőnek számító tag abbahagyta a rendszer támogatását. Ezek közül említésre méltó a Starrax, amely az SL fő építő és kódoló motorját készítette. Astrin Few zenész kemény bírálatot jelentetett meg, mely szerint a Linden Lab nem tulajdonít kellő figyelmet a felhasználóira. A kritika többnyire technikai problémákkal kapcsolatosan fogalmazódott meg, mint például a csomagvesztések magas aránya, folyamatosan felmerülő rendszerhibák, felhasználók tárgyainak elvesztése és gyakori leállások. Továbbá cikkek jelentek meg a nem etikus közösségi magatartás és virtuális bűnözés tárgyában is.

### Gyermekpornográfia
Számos avatár adatlapján gyermekpornográfiára utaló jelek merültek fel, melyek a legtöbb országban illegálisak. Ez bármelyik internetes közösségi oldalon megtörténhet, ahová szabadon feltölthetők képek és egyéb anyagok, ezért a Second Life határozott támogatást nyújt a tartalmak átfogó ellenőrzésére és további szigorításokat alkalmaz, mellyel elkerülhető a pedofília. Nem okoz nehézséget olyan termetű és kinézetű avatárt készíteni, mint egy gyermek, azonban mivel ezek teljesen más fizikai tulajdonsággal rendelkeznek, így a rendszer által könnyebben is szűrhetők és iktathatók ki, akinél esetlegesen felmerül a gyermekpornográfia ténye.

### Virtuális szerencsejáték tiltása
2007. július 26-án a Linden Lab bejelentette a szerencsejáték tiltását a Second Life-ban. Az új rendelkezés által minden olyan ezzel kapcsolatos tevékenységet megszüntettek, amelyből valamiféle jövedelem képződött vagy az eredménye értéket képvisel. Korábban a Linden Lab jogi képviselőket hívott meg, hogy vizsgálják meg a itt létező kaszinókat annak reményében, hogy a Second Life-ban működő virtuális szerencsejátékot legálisnak tekintsék. A társaság szóvivője nem mondta ki egyértelműen, hogy milyen szerepet játszott ez a felkérés a szerencsejátékok tiltásában. Az egyéb nyilatkozatok szerint azonban a "a terrorizmus finanszírozása" illetve bármilyen más, bankon kívüli, azaz nyomon nem követhető pénzmozgás megakadályozása volt a cél. A Linden Lab jogi képviselői végül arra a következtetése jutottak, hogy azon esetekben, melynél ügyességi játékról van szó, mint a bingó (Zyngo, Devil May Care, Quince, stb.) engedélyezve legyenek, annak ellenére, hogy az USA néhány államában és országban nem legálisak.

### Virtuális bankok bezárása
Minden virtuális pénzügyi intézményt (kivéve azokat, akik rendelkeznek a valós életben is pénzügyi szolgáltatási engedéllyel) bezártak 2008. január 22-én.

## Technikai információk

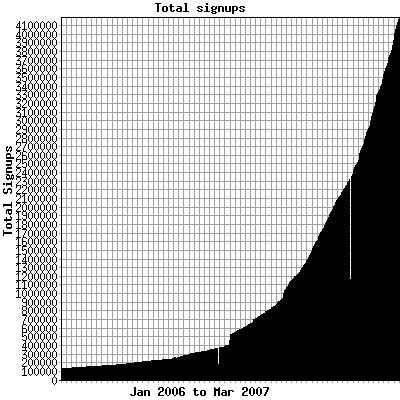
Grafikon a Second Life népességének változásáról 2006. januártól 2007. márciusig

A Second Life föld jellegű alapdomborzata nagy teljesítményű Debian szervereken fut, melyeket egyszerűen gridnek neveznek. Az itt működő világ 256×256 méteres területekre van felbontva, ezek a régiók. Minden egyes régió külön virtuális szerveren fut, melynek egyedi elnevezése és tartalom minősítése (PG vagy mature, azaz csak felnőtteknek való tartalom) van. Több virtuális szerver fut egy fizikai szerveren, melyek két dual-core alapú processzorral vannak felszerelve, ami négy virtuális szervert szolgál ki.

### Valós fizika szimulációja
Minden virtuális szervernek saját fizikai szimulációs motorja van, ami a tárgyak közötti kapcsolat megvalósításához szükséges. Ezek a tárgyak rendelkezhetnek fizikai és nem fizikai jellemzőkkel, valamint állhatnak egyetlenegy objektumból vagy objektumok tömegéből, amely legfeljebb 31 primcsoportot tartalmazhat. Minden avatár fizikai tulajdonságokkal van felruházva, képes járni, repülni és tárgyakat mozgatni. Az avatárt magát is mozgathatja egy tárgy (például jármű) vagy egy másik avatár.
2007 októberében befejeződött a Havok 4 fizikai motor tesztelése. A korábbi Havok 1 motor számos problémától küszködött, melyből az egyik leglényegesebb a Deep Think feltételek megteremtése volt, ahol két egymással kapcsolatot teremtő fizikai objektum között a régi motor nem tudott különbséget tenni. A tárgyak ismétlődő beazonosításának megoldására szerverprocesszor-terhelések következtek be, amely a szimulátort lelassította. A jelenlegi, új Havok ezt a problémát kiiktatja és lehetővé teszi a Deep Think feltételek megteremtését.

### Eszköztárolás
A SL-ben minden objektumot eszköznek hívnak. Ezek 3D-s tárgyak, valamint digitális textúrák az objektumok díszítéséhez, audioklipek, avatáralakzatok és bőrök, LSL-szkriptek, jegyzetek, stb. Minden eszköznek egyedi azonosítója van, melyet UUID-nek neveznek. Ezeket az eszközöket önálló MySQL eszközszerveren tárolják, mely tartalmazza az összes lakó által készített összes eszközt ebben a világban. 2007 januárjától a szerver teljes kapacitása 24 terabájt volt. Ez a szerver teljesen függetlenül működik a régiókat működtető szerverektől, azonban a két szerver között folyamatos adatátadás működik, mivel az eszközöket be kell tölteni a szimulátort ellátó szerverbe.
Mivel a Second Life népszerűsége rohamosan növekszik, az adatbázis motorja is nagy terhelésnek van kitéve. Emiatt a Linden Lab munkatársai gyakori fejlesztést végeznek a szerveren, hogy képes legyen megfelelően ellátni az egyszerre bejelenkező sok számú avatárt. A súlyos terhelésnek köszönhetően azonban számtalanszor előfordul, hogy az adatbázis szervere időszakonként nem működik megfelelően, és így például a tárgyak rezzelése vagy törlése, az eszközök megjelenítése a tartóstárban vagy a helyi deviza aktuális egyenlege sem működik kifogástalanul a kliensprogramban. Nehézséget okozhat a keresés vagy a hirdetések feladása is a nagy terhelés miatt. Az adatbázis-túlterhelések többnyire hétvégén fordulnak elő, különösen vasárnap délutánonként. Éjszaka vagy hétközben a rendszer általában megfelelően működik.

### Szoftver
A Second Life szoftver magába foglalja a felhasználók gépein futtatható kliensprogramot és a Linden Lab által üzemeltetett szervereken futó szoftvert. Létezik egy úgynevezett béta-grid nevezetű kliensprogram is, amely tartalmazza a legújabb programjavításokat, fejlesztéseket, amiket önkéntesek tesztelnek. Ez a program egyfajta tesztelési lehetőség egy végleges kliens megjelenése előtt, mely azt a célt szolgálja, hogy az esetlegesen felmerülő szoftverhibák mennyisége a lehető legkevesebb legyen. Néhány havonta a kliens program lecserélődik az aktuális letesztelt béta-grid szoftverre. A felhasználók bázisa igen gyorsan növekszik, mely újabb és újabb fejlesztéseket és kiegészítő funkciók beépítését igénylik a szoftverbe.
A Linden Lab támogatja a nyílt forráskódú technológiákat, mint például az Apache, MySQL és a Squid alkalmazását a programban. Tervek szerint a cél az, hogy a rendszer minden elemét egységesítsék nyílt forráskódú szabványokra. Cory Ondrejka termékfejlesztési vezető kijelentette, hogy amennyiben ezt sikerül megoldaniuk, akkor a szoftver mind kliens-, mind szerveroldalon ingyenes és nyílt forráskódú lesz.
- A jelenlegi belső virtuális gép Mono alapú lesz, amely lényegesen felgyorsítja a rendszer működését.
  - A felhasználók által készített 3D-s tárgyak megjelenítésére a uBrowser, és Gecko fordító motor OpenGL portját használják az 1.10.1 kliens verziótól.

A kliensoldali szoftver elérhető Microsoft Windows 7/8/10, Mac OS X operációs rendszereken, ahogy a legtöbb Linux-disztribúción is. A legutóbbi kliensszoftvereknek a frissítése úgymond kötelező, hiszen a régi kliens nem kompatibilis az új szerverszoftverrel. Habár a Linden Lab nagy erőfeszítéseket tesz annak érdekében, hogy sokkal rugalmassabb protokollt alakítson ki a kliens- és a szerverszoftver között, az adatátadás ezek között még nem zökkenőmentes. 2007 augusztusában új terv került napvilágra Het-grid, avagy heterogén grid néven, aminek az első változata 2007 augusztusában jelent meg.
2007. január 8-án a kliens program GPL licenc alatt futó nyílt forráskódú szoftver lett, annak ellenére, hogy nem minden függőségi csomag elérhető a szoftverhez. (A részleteket ld. itt.)
A hivataloson kívül számos kliensoldali szoftver is elérhető, mint a Firestorm viewer, ami jobban támogatott, mint a hivatalos kliensszoftver. A  Firestormnak Archiválva 2016. december 24-i dátummal a Wayback Machine-ben létezik számos más változata, mint az Oculust és a sztereoszkopikus 3D megjelenítést támogató CtrlAltStudio Archiválva 2016. november 20-i dátummal a Wayback Machine-ben és a Darkstorm viewer. Androidra is kiadták a Lumiya viewert. Archiválva 2016. november 29-i dátummal a Wayback Machine-ben
Önálló programként fut a libsecondlife, mely úgynevezett funkciós könyvtárat biztosít a Second Life-szerverek közötti párbeszédhez. A libsecondlife egy harmadik fél által készített, nem-grafikus felületű szoftver, mely a SLEEK, .NET és Ajaxlife motorját használja.
Az OS X kliens általános binárisokon alapul, melynek mérete nagyjából kétszer akkora, mint egy Windows vagy Linux binarisé.
Az animációk kezelését a BVH motorja látja el, hasonlóan, mint a Poser és az Avimator esetén.

## Külső hivatkozások
- Second Life hivatalos oldal (angolul)
- SLHungary Magazin - Second Life-ról Magyaroknak (magyarul)
- Second Life kalauz kezdőknek (magyarul)
- Second Life Wiki (angolul)